# アラブ首長国連邦海軍艦艇一覧
アラブ首長国連邦海軍艦艇一覧（アラブしゅちょうこくれんぽう かいぐんかんていいちらん）は、アラブ首長国連邦海軍が過去保有した、または現在保有する、または将来保有する予定の、未完成・計画中止を含めた歴代艦艇一覧である。
凡例

## 現有勢力（2011年現在）
- 国防予算：153億7,000万ドル（+53億9,000万ドル）
- 海軍人員：2,400名
- 艦船隻数：46隻（-1隻）
フリゲート×0（-1）
コルベット×2
ミサイル艇×8
哨戒艇×6
掃海艇×2
揚陸艇×12
兵員輸送艇×16
- 航空機数：20機（+2機）
艦載ヘリコプター×11
陸上固定翼機×4（+2）
陸上ヘリコプター×5
- コーストガード：船艇38隻

## 艦艇一覧（近代海軍）

### 水上戦闘艦

#### フリゲート
- 旧・蘭『コルテノール級』 - 2隻

アブ・ダビ (F01 Abu Dhabi) ※旧・『アブラハム・クリンセン (F816 Abraham Crijnssen)』
アル・エミラート (F02 Al Emirat) ※旧・『ピエト・ハイン (F811 Piet Hein)』

#### コルベット
- ムーレイ・ジップ級 - 2隻

ムーレイ・ジップ (P-161 Miray Jib)
ダス (P-162 Das)
- バイヌナ級 - 6隻[2]

バイヌナ (P-171 Baynunah)
アル・ヘセン (P-172 Al Hesen)
アル・ダフラ (P-173 al Dhafra)
マズヤド (P-174 Mezyad)
アル・ジャヒリ (P-175 Al Jahili)
アル・ヒリ (P-176 Al Hili)
- アブ・ダビ級 - 1隻(2隻建造中)

アブ・ダビ (P-191 Abu Dhabi)
- バニ・ヤス級 - 2隻

バニ・ヤス (P-110 Bani Yas)
アル・エマラト (P-111 Al Emarat)

### 機雷戦艦艇

#### 掃海艦艇
機雷掃討艇
- 旧・独『フランケンタール級』 - 2隻

アル・ハスバ (M-01 Al Hasbah) ※旧・『ヴァイデン (M1060 Weiden)』
アル・ムルジャン (M-02 Al Murjan) ※旧・『フランケンタール (M1066 Frankenthal)』

### 哨戒艦艇

#### 哨戒・警備艦艇
高速戦闘艇
- ムバラス級 - 2隻

ムバラス (P-141 Mubarraz)
マカシブ (P-142 Makasib)
哨戒艇
- アルダーナ級 - 6隻

アルダーナ (P-3301 Ardhana)
ズララ (P-3302 Zurara)
ムルバン (P-3303 Murban)
アル・グラン (P-3304 Al Ghullan)
ラドーム (P-3305 Radoom)
ガナダ (P-3306 Ghanadhah)
哨戒艦
- ガントート級 - 2隻(2隻建造中)

ガントート (P-251 Ganthoot)
カルネン (P-252 Qarnen)
ミサイル艇
- バニヤス級(独・TNC-45型) - 6隻

バニヤス (P-151 Baniyas)
マーバン (P-152 Marban)
ロゴム (P-153 Rodqum)
シャヒーン (P-154 Shaheen)
サクル (P-155 Saqar)
タリフ (P-156 Tarif)

### コーストガード

#### 警備救難業務用船
巡視艇
- Kawkab級 - 3隻

Kawkab
Thoaban
Baniyas
- Dhafeer級 - 6隻

Dhafeer
Durgham
Ghaudunfar
Hazza
Timsah
Murayjib
- 海上警察所属艇 - 4隻

8
9
10
11